# Giuseppe di Hohenzollern-Hechingen
Giuseppe di Hohenzollern-Hechingen (Troppau, 20 maggio 1776 – Oliwa, 26 settembre 1836) è stato un vescovo cattolico tedesco, principe vescovo di Varmia.

## Biografia
Giuseppe era membro di una linea secondaria e di fede cattolica della famiglia regnante prussiana degli Hohenzollern, gli Hohenzollern-Hechingen. Era il maggiore dei figli sopravvissuti del generale Federico Antonio di Hohenzollern-Hechingen (1726-1812) e di sua moglie, la contessa Ernestine-Josepha von Sobeck-Kornitz (1753-1825). Suo zio era Giovanni Nepomuceno Carlo di Hohenzollern-Hechingen, suo predecessore alla cattedra episcopale di Varmia.
Destinato inizialmente alla carriera militare, frequentò l'accademia militare di Wiener Neustadt e poi, dal 1787 al 1791, la Karlsschule di Stoccarda. Favorito però dalla presenza dello zio vescovo in Polonia, decise di intraprendere la carriera ecclesiastica sotto la tutela di questi, venendo ordinato diacono il 24 agosto 1800 nella Cattedrale di Varmia, dove pure ricevette l'ordinazione sacerdotale il 31 agosto di quello stesso anno per mano dello zio vescovo.
Venne prescelto quale nuovo principe vescovo di Varmia alla morte dello zio, ma poté occuparne la sede solo dieci anni più tardi, al termine di una serie di conflitti interni e con lo stato prussiano.
Nella riorganizzazione del sistema ecclesiale cattolico in Prussia dopo il Congresso di Vienna, ricoprì un ruolo importante come esecutore della De salute animarum di Pio VII del 16 luglio 1821 in terra di Polonia.
Il 3 febbraio ottenne un dottorato onorario in teologia all'Università di Bonn.
Morì al castello di Oliwa, residenza estiva dei vescovi di Varmia, nel 1836.

## Ascendenza
|                                            |                                      |                                                               | Genitori                                               |  |  | Nonni |  |  | Bisnonni                          |  |  | Trisnonni                                  |  |
|                                            |                                      |                                                               |                                                        |  |  |       |  |  | Filippo di Hohenzollern-Hechingen |  |  | Giovanni Giorgio di Hohenzollern-Hechingen |  |
|                                            |                                      |                                                               |                                                        |  |  |       |  |  | Filippo di Hohenzollern-Hechingen |  |  | Giovanni Giorgio di Hohenzollern-Hechingen |  |
|                                            |                                      | Francesca di Salm-Neufville                                   |                                                        |  |  |       |  |  | Filippo di Hohenzollern-Hechingen |  |  |                                            |  |
| Ermanno Federico di Hohenzollern-Hechingen |                                      |                                                               |                                                        |  |  |       |  |  | Filippo di Hohenzollern-Hechingen |  |  |                                            |  |
|                                            |                                      | Maria Elisabetta di Berg ’s-Heerenberg                        | Enrico di Berg ’s-Heerenberg                           |  |  |       |  |  |                                   |  |  |                                            |  |
|                                            |                                      | Maria Elisabetta di Berg ’s-Heerenberg                        | Enrico di Berg ’s-Heerenberg                           |  |  |       |  |  |                                   |  |  |                                            |  |
|                                            |                                      | Maria Elisabetta di Berg ’s-Heerenberg                        | Erbin di Bergen op Zoom                                |  |  |       |  |  |                                   |  |  |                                            |  |
| Federico Antonio di Hohenzollern-Hechingen |                                      | Maria Elisabetta di Berg ’s-Heerenberg                        |                                                        |  |  |       |  |  |                                   |  |  |                                            |  |
|                                            |                                      | Francesco Alberto di Oettingen-Spielberg                      | Giovanni Francesco di Oettingen-Spielberg              |  |  |       |  |  |                                   |  |  |                                            |  |
|                                            |                                      | Francesco Alberto di Oettingen-Spielberg                      | Giovanni Francesco di Oettingen-Spielberg              |  |  |       |  |  |                                   |  |  |                                            |  |
|                                            |                                      | Francesco Alberto di Oettingen-Spielberg                      | Ludovica Rosalia Attems                                |  |  |       |  |  |                                   |  |  |                                            |  |
| Giuseppa di Oettingen-Spielberg            |                                      | Francesco Alberto di Oettingen-Spielberg                      |                                                        |  |  |       |  |  |                                   |  |  |                                            |  |
|                                            |                                      | Johanna Margarethe von Schwendi zu Hohenlandsberg und Camberg | Franz Ignaz von Schwendi zu Hohenlandsberg und Camberg |  |  |       |  |  |                                   |  |  |                                            |  |
|                                            |                                      | Johanna Margarethe von Schwendi zu Hohenlandsberg und Camberg | Franz Ignaz von Schwendi zu Hohenlandsberg und Camberg |  |  |       |  |  |                                   |  |  |                                            |  |
|                                            |                                      | Johanna Margarethe von Schwendi zu Hohenlandsberg und Camberg | Maria Margarete Fugger zu Kirchberg und Weissenhorn    |  |  |       |  |  |                                   |  |  |                                            |  |
| Giuseppe di Hohenzollern-Hechingen         |                                      | Johanna Margarethe von Schwendi zu Hohenlandsberg und Camberg |                                                        |  |  |       |  |  |                                   |  |  |                                            |  |
|                                            | Carl Heinrich von Sobeck und Kornitz | …                                                             |                                                        |  |  |       |  |  |                                   |  |  |                                            |  |
|                                            | Carl Heinrich von Sobeck und Kornitz | …                                                             |                                                        |  |  |       |  |  |                                   |  |  |                                            |  |
|                                            | Carl Heinrich von Sobeck und Kornitz | …                                                             |                                                        |  |  |       |  |  |                                   |  |  |                                            |  |
| Felix František Erdmann Sobeck von Kornitz | Carl Heinrich von Sobeck und Kornitz |                                                               |                                                        |  |  |       |  |  |                                   |  |  |                                            |  |
|                                            |                                      | Maximiliana Liboria Josefa Verdugo                            | Johann Franz Julius Verdugo                            |  |  |       |  |  |                                   |  |  |                                            |  |
|                                            |                                      | Maximiliana Liboria Josefa Verdugo                            | Johann Franz Julius Verdugo                            |  |  |       |  |  |                                   |  |  |                                            |  |
|                                            |                                      | Maximiliana Liboria Josefa Verdugo                            | Johanna Franziska Elisabeth Pawlowsky von Pawlowitz    |  |  |       |  |  |                                   |  |  |                                            |  |
| Ernestine Josepha Sobeck von Kornitz       |                                      | Maximiliana Liboria Josefa Verdugo                            |                                                        |  |  |       |  |  |                                   |  |  |                                            |  |
|                                            |                                      | Karl Maximilian von Saurau                                    | Johann Georg von Saurau                                |  |  |       |  |  |                                   |  |  |                                            |  |
|                                            |                                      | Karl Maximilian von Saurau                                    | Johann Georg von Saurau                                |  |  |       |  |  |                                   |  |  |                                            |  |
|                                            |                                      | Karl Maximilian von Saurau                                    | Maria Barbara Guyard de Saint-Julien                   |  |  |       |  |  |                                   |  |  |                                            |  |
| Maria Cäcilia von Saurau                   |                                      | Karl Maximilian von Saurau                                    |                                                        |  |  |       |  |  |                                   |  |  |                                            |  |
|                                            |                                      | Maria Katharina Barbara Breuner                               | Maximilian Ferdinand Leopold Breuner                   |  |  |       |  |  |                                   |  |  |                                            |  |
|                                            |                                      | Maria Katharina Barbara Breuner                               | Maximilian Ferdinand Leopold Breuner                   |  |  |       |  |  |                                   |  |  |                                            |  |
|                                            |                                      | Maria Katharina Barbara Breuner                               | Marie Claire de Saint Julien                           |  |  |       |  |  |                                   |  |  |                                            |  |
|                                            |                                      | Maria Katharina Barbara Breuner                               |                                                        |  |  |       |  |  |                                   |  |  |                                            |  |

## Genealogia episcopale
La genealogia episcopale è:
- Cardinale Scipione Rebiba
- Cardinale Giulio Antonio Santori
- Cardinale Girolamo Bernerio, O.P.
- Arcivescovo Galeazzo Sanvitale
- Cardinale Ludovico Ludovisi
- Cardinale Luigi Caetani
- Cardinale Ulderico Carpegna
- Cardinale Paluzzo Paluzzi Altieri degli Albertoni
- Papa Benedetto XIII
- Papa Benedetto XIV
- Papa Clemente XIII
- Cardinale Antonio Eugenio Visconti
- Arcivescovo Ignacy Błażej Franciszek Krasicki
- Vescovo Giovanni Nepomuceno Carlo di Hohenzollern-Hechingen
- Vescovo Andreas Stanislaus von Hattynski (Hatten)
- Vescovo Giuseppe di Hohenzollern-Hechingen